# 犁耙柯
犁耙柯（学名：Lithocarpus silvicolarum）为壳斗科柯属的植物。分布在越南以及中国大陆的广东、海南、广西、云南等地，生长于海拔1,200米的地区，一般生于山地常绿阔叶林中，目前尚未由人工引种栽培。

## 别名
坡曾、杯果、杯楣、姜锥（海南）